# Prymnesiaceae
Famille
Les Prymnesiaceae sont une famille d'algues planctoniques, de la classe des Coccolithophyceae  dans le phylum des Haptophyta. 

## Étymologie
Le nom vient du genre type Prymnesium, dérivé du grec πρυμνηςιον / prymnèsion, «  amarres d'un navire », en référence au fait que « Pendant ses arrêts, la cellule se fixe [comme par une amarre] par le fouet court, raide et immobile ».

## Liste des genres
Selon AlgaeBase (16 février 2022) :
- Apistonema Pascher
- Chrysocampanula Fournier
- Corymbellus J.C.Green
- Haptolina Edvardsen & Eikrem
- Hyalolithus M.Yoshida, M.H.Noël, T.Nakayamaa, T.Naganuma & I.Inouye
- Imantonia N.Reynolds
- Petasaria Moestrup
- Platychrysis Geitler
- Prymnesium Massart, 1920
- Pseudohaptolina Edvardsen & Eikrem